# Another Christmas
Another Christmas är en sång och musiksingel från 2008 av Amanda Jenssen, ackompanjerad av Pär Wiksten.
I början av januari 2009 klättrade låten till plats 43 på svenska singellistan.

## Listplaceringar
| Lista (2009, 2012-2012) | Topplacering |
| ----------------------- | ------------ |
| Sverige                 | 43           |

### Fotnoter
1. ↑  ”Greetings from Space”. Swedishcharts. 23 februari 2008. http://www.swedishcharts.com/showitem.asp?interpret=Amanda+Jenssen&titel=Another+Christmas&cat=s. Läst 21 november 2014.